# Kingston (Corfe Castle)
Kingston ist ein kleines Dorf auf der Halbinsel Isle of Purbeck in der Grafschaft Dorset im Süden von England.

## Lage
Kingston liegt etwa zwei Kilometer südlich von Corfe Castle (Ort) und Corfe Castle und etwa acht Kilometer westlich von Swanage. Das Dorf Kingston ist von Wäldern umgeben und liegt in einer Höhe von etwa 120 Meter über dem Meeresspiegel. Aus der Ferne ist das Dorf sehr gut zu sehen.

## Geschichte

### Das Dorf
Das Dorf ist durch seine zwei Kirchen bemerkenswert. Vom 12. Jahrhundert bis zum Jahre 1877 war Kingston ein Kapellenstandort in der Kirchengemeinde von Corfe Castle. Die Kapelle stand auf der Ostseite des Dorfes und wurde vom Rektor von Corfe Castle oder von seinem Assistenten bedient.
Das Gasthaus stammt aus dem Jahr 1787. Ursprünglich wurde es New Inn genannt. Sein Name wurde in den frühen 1800er Jahren zu Eldon Arms geändert. Nach dem Zweiten Weltkrieg wurde der Name wieder verändert und heißt jetzt The Scott Arms.
Die erste Schule in Kingston wurde am 24. September 1786 gegründet. Das Schulhausgebäude wurde in Erinnerung an den verstorbenen Earl und Countess Eldon durch ihre Kinder im Jahr 1856 errichtet. Das Schulhaus bot Platz für bis zu 100 Kinder und hatte eine Wohnung für den Schuldirektor. Das alte Schulhausgebäude ist heute in Privatbesitz und wird als Wohnhaus genutzt.

### Die alte Kirche
Im Jahr 1833 ersetzte John Scott, der 1. Earl of Eldon (1751–1838), später Lord Chancellor Eldon, die Kapelle auf eigene Kosten durch die Old Church of St. James, die noch steht. Sie wurde von seinem Schwiegersohn George Repton entworfen. Sie folgt weitgehend dem Grundriss der ersetzten Kapelle. Die Kirche war von vielen Gräbern umgeben. Der erste Earl und seine Frau sind auf dem Friedhof begraben; sie wurde bis 1912 als Dorfkirche genutzt. Nachdem die Kirche ersetzt worden war, blieb die alte Kirche für viele Jahre als Kirchenhalle in Gebrauch, danach stand sie leer. Von 1977 bis 1979 wurde sie zu einem Wohnhaus umgebaut.

### Die neue Kirche
Die neue Kirche, St James Church, ist ziemlich aufwendig gestaltet. Sie wurde 1874 gebaut und 1880 fertiggestellt. Erbauer war John Scott, der 3. Earl of Eldon (1845–1926), und Architekt war der bekannte Kirchenarchitekt George Edmund Street (1824–1881). St James Church ähnelt einer Miniatur einer frühen englischen Kathedrale und ihr Turm dominiert die Landschaft. Der Turm ist, im Verhältnis zum Rest der Kirche, überproportional. Er ist groß genug, um ein vollständiges Geläut von acht Glocken unterzubringen. Die Glocken wurden 1880 von John Taylor & Co., Loughborough, gegossen und installiert. Im Kircheninneren sind die Cluster-Säulen, sowie viele andere Details, aus Purbeck-Marmor gefertigt. Der Purbeck-Stein und Marmor stammt aus einem Steinbruch auf Lord Eldon's Encombe Gut und wurde von seinen eigenen Handwerkern verarbeitet.
Die neue St James Church hat die bestehende Kirche nicht sofort ersetzt. Für über vierzig Jahre wurde sie als Hauskapelle der Familie Eldon genutzt. Im April 1921 übergab Lord Eldon die Kirche mit dem Friedhof an die Kirchenkommissare. Am 11. Oktober 1921 wurde sie von Bischof Jocelyne geweiht. Die Kommissare ersetzten die alte Kirche im Januar 1922 durch die neue Kirche.

### Die Kapelle
Eine Wesleyanische Kapelle am Fuße des Kingston Hill ist heute ein Wohnhaus in Privatbesitz.